# Sheffield Steelers
Sheffield Steelers je hokejový klub z Sheffieldu, který hraje nejvyšší profesionální hokejovou ligu ve Spojeném království Elite Ice Hockey League. Klub byl založen roku 1991. Jejich domovským stadionem je Sheffield Arena s kapacitou 13 500 lidí.

## Historie
Sheffield Steelers byl vůbec prvním plně profesionálním hokejovým týmem ve Velké Británii. Sheffield zahájili svou vůbec první sezónu v anglické divizi 1 British Hockey League. O rok později Sheffield Steelers vyhrál postup do Premier League British Hockey League, a v letech 1995 a 1996 vyhrál její poslední dva ročníky. V letech 1996 až 2003 hrál klub Ice Hockey Superleague, kterou v letech 2001 a 2003 vyhrál. Od roku 2003 hraje Elite Ice Hockey League kde uspěl 2004, 2008, 2009, 2014 a v roce 2021 získal rekordní devátý titul. Klub reprezentoval opakovaně Spojené království v Kontinentálním poháru a v letech 2010 a 2018 získal 3. místo.

## Klubové úspěchy
- Elite Ice Hockey League - 1995, 1996, 2001, 2003, 2004, 2008, 2009, 2014, 2021
- Mistrovství play-off - 1994-95, 1995-96, 1996-97, 2000-01, 2001-02, 2003-04, 2007-08, 2008-09
- Autumn Cup - 1995–96, 2000–01
- Challenge Cup - 1998–99, 1999–00, 2000–01, 2002–03, 2019-20
- Kontinentální pohár - 3. místo (2010, 2018)

## Češi v týmu
Za klub hráli Marek Pinc, Tomáš Duba, Pavel Kantor (brankáři), Jiří Gula, Marek Trončinský, Antonín Boruta (obránci), Martin Masa, Vojtěch Polák, Martin Látal, Adam Raška, Tomáš Pitule. Titul v roce 2021 získali s klubem i obránce Josef Hrabal a útočník Josef Mikyska.